# El Tecomate
El Tecomate är en ort i Mexiko.   Den ligger i kommunen Tuxpan och delstaten Nayarit, i den centrala delen av landet, 700 km väster om huvudstaden Mexico City. El Tecomate ligger 6 meter över havet och antalet invånare är 116.
Terrängen runt El Tecomate är mycket platt. Runt El Tecomate är det ganska tätbefolkat, med 134 invånare per kvadratkilometer. Närmaste större samhälle är Palma Grande, 2,9 km nordväst om El Tecomate. Trakten runt El Tecomate består till största delen av jordbruksmark.